# Carlos Becerra
Pour les articles homonymes, voir Becerra.
Becerra  Alarcón est un nom espagnol. Le premier nom de famille, en général paternel, est Becerra ; le second, en général maternel, souvent omis, est Alarcón.
Carlos Andrés Becerra Alarcón (né le 5 août 1982 à Bogota)  est un coureur cycliste colombien.

## Biographie
Après huit ans passés au Venezuela, il retourne dans sa patrie natale en avril 2015. Son départ pour le pays voisin est le fruit d'un manque d'appui et de soutien en Colombie pour pratiquer son sport. Bien qu'il ne prit part à aucune compétition en 2014, pensant même mettre un terme à sa carrière cycliste, il s'est laissé convaincre par d'anciens coéquipiers de signer avec la formation "Formesan-Bogotá Humana-Construval". Les dirigeants ont été patients avec lui et lui ont permis de retrouver le niveau. Commençant sa saison lors de la Clásica de Anapoima, il termine deuxième du Clásico RCN début octobre. Ce résultat lui permet d'être satisfait de sa saison. Il envisage de courir encore quatre ans mais exclusivement en Colombie, ne voulant plus retourner au Venezuela. 
Il accompagne son directeur sportif Luis Alfonso Cely dans la nouvelle équipe continentale colombienne Strongman-Campagnolo-Wilier pour la saison 2016.

## Palmarès
- 2007
  - 2e étape du Tour du Trujillo
  - 3e du Tour du Trujillo
  - 3e du Clásico Ciclístico Banfoandes
- 2009
  - 9e étape du Tour du Táchira
- 2011
  - 2e du Tour du Táchira
- 2015
  - 2e du Clásico RCN
- 2016
  - 10e étape du Tour du Costa Rica

## Classements mondiaux
| Année            | 2007 | 2008 | 2009 | 2010 | 2011 |
| ---------------- | ---- | ---- | ---- | ---- | ---- |
| UCI America Tour | 140e | 126e | 186e | 184e | 80e  |